# Medialuna de Curicó
La Medialuna de Curicó, llamada Medialuna La Granja, es una de las medialunas de rodeo más importantes de Chile. Fue sede de los clasificatorios Zona Centro-Norte de 2008, 2009, 2010 y 2011. Para organizar esos eventos, la Asociación de Rodeo Chileno de Curicó remodeló la medialuna, aumentando la capacidad de público y mejorando su infraestructura.

## Remodelación
Antes del primer Rodeo Clasificatorio efectuado en la ciudad, realizado entre el 29 de febrero y el 2 de marzo de 2008, el recinto tenía una capacidad para 4500 espectadores. Después de su remodelación su capacidad es de 6.000 personas, convirtiéndose en una de las medialunas con mayor capacidad de Chile. Los cambios consistieron en arreglos de la gradería, palco, tribuna y caseta de jurado. Esta caseta fue cambiada de lugar y ya fue ubicada al centro de la medialuna, como corresponde.

## Ubicación
Esta medialuna se encuentra dentro de un complejo deportivo en Curicó. El espacio alberga también el Estadio La Granja, donde Provincial Curicó Unido disputa sus partidos de local. Cuenta, además del estadio y la medialuna, con un gimnasio techado, dos piscinas para la natación, un velódromo, tres canchas de tenis, un bochódromo, además de un sector con áreas verdes. La medialuna, en particular, se localiza por Av. Arturo Alessandri.
En el frontis del lugar se encuentra un monumento en honor a Ramón Cardemil, quien fue considerado el mejor jinete del siglo XX del rodeo chileno por la Federación del Rodeo Chileno.Esta obra escultórica realizada por las escultoras siria-chilenas Graciela y Beatriz Albridi y erigida en roca maciza, fue inaugurada el 19 de agosto de 2006 con el nombre de La Atajada, en donde aparece On Ramo sobre su potro "Bellaco", con quien ganó el Campeonato Nacional de Rodeo de 1981. Esta obra fue gestada por César Núñez y tuvo el patrocinio de las Federaciones del Rodeo y Criadores, la Corporación Cultural de la Municipalidad de Curicó y las Asociaciones de Criaderos y del Rodeo de Curicó.